# Mikhaïl Leontiev
Pour les articles homonymes, voir Leontiev.
Mikhaïl Vladimirovitch Leontiev (Михаи́л Влади́мирович Лео́нтьев), né le 12 octobre 1958 à Moscou, est un journaliste russe et une personnalité de premier plan de la télévision russe.
Il est directeur du département de l'information et de la publicité de Rosneft. Il dirige deux émissions de télévision de la Première chaîne russe: Odnako (Cependant, «Однако») et Bolchaïa Igra (Le Grand jeu, «Большая игра»), portant sur des thèmes politiques, diplomatiques et sociopolitiques. Il est rédacteur en chef du magazine Odnako.
De 2012 à mars 2019, présente l'émission de radio Glavradio (à partir de janvier 2016, elle s'appelle Glavnaïa tema) qui passe à différentes périodes sur Vesti FM, sur Maïak, sur Radio Rossii, et Komsomolskaïa Pravda (2017-2019), ainsi que sur YouTube (avec Mikhaïl Iouriev et Anatoli Kouzitchev, et plus tard en plus avec Ilia Saveliev).
Leontiev enseigne aussi à l'école supérieure d'administration.

## Controverses
Lors de la révolution arménienne de 2018, Leontiev s'en prend à la figure de proue de la contestation, Nikol Pachinian, dont la position, définie par ce dernier comme n'étant « ni pro-américaine ni pro-russe, mais pro-arménienne », cacherait, selon Leontiev, le désir de sortir le pays de la zone d'influence russe au profit du rapprochement avec l'Occident. Le 3 mai 2018, il déclare à l'antenne d'une radio russe : « L'Arménie, historiquement, politiquement, physiquement et financièrement parlant, est un fardeau pour la Russie. [...] C'est nous qui l'avons toujours sauvée avec notre sang, nos vies, notre argent, notre gaz et nos troupes. Si elle veut rompre avec nous, je dis bon débarras. [...] Aucun problème ! Welcome ! Allez-y ! [...] Inutile d'agiter votre doigt devant notre figure en nous racontant comment vous allez nous trahir. Grand bien vous fasse ! Qui voudra de vous dans ce monde à part nous, merde ! ». Ses propos suscitent l'indignation de la diaspora arménienne en Russie. Le Kremlin et Rosneft se désolidarisent de lui.
Le 22 juillet 2020, Leontiev crée un buzz sur la Toile russe en affirmant qu'il va falloir bientôt priver la jeunesse du droit de vote : « Sinon nous perdrons le pays. C'est vrai. Parce que ces gens ne savent rien, c'est presque l'Ukraine, c'est monstrueux »,.

## Distinctions
Mikhaïl Leontiev a reçu en 1998 le prix La Plume d'or de Russie («Золотое перо России»), attribué chaque année par l'Union des journalistes de Russie. Il est récipiendaire de l'ordre de l'Amitié (2006), de l'ordre de l'Honneur (2019) et de l'ordre du mérite pour la Patrie.

## Vie privée
Il s'est marié en premières noces avec la poétesse et philologue Natalia Azarova dont il a un fils, Dmitri (qui travaille à la télévision), une fille, Elena, et deux petits enfants. Il s'est remarié avec Maria Kozlovskaïa dont il a une fille, Daria, née en 1999.